# Frederik Hendrik Kaemmerer
Frederik Hendrik Kaemmerer, né à La Haye aux Pays-Bas le 23 octobre 1839 et mort à Paris le 4 avril 1902, est un peintre néerlandais.

## Biographie
Kaemmerer commence à étudier à l'Académie royale des beaux-arts de La Haye, notamment auprès de Samuel-Leonardus Verveer, puis il fait ses études d'art à Paris où il est l'élève de Jean-Léon Gérôme à partir de 1863.
Il a peint une Salle de mariage pour la mairie du 20e arrondissement de Paris. Il se suicide dans son atelier 95 rue de Vaugirard.
Il est inhumé au cimetière du Montparnasse. Son atelier est mis en vente à l'hôtel Drouot du 25 au 27 novembre 1902.

## Distinctions
- Chevalier de la Légion d'honneur (1889).

## Œuvres principales
- Un baptême sous le Directoire (1878), 110 × 76 cm, huile sur toile, Folkestone, collection Ian et Jane Bothwell.

## Galerie

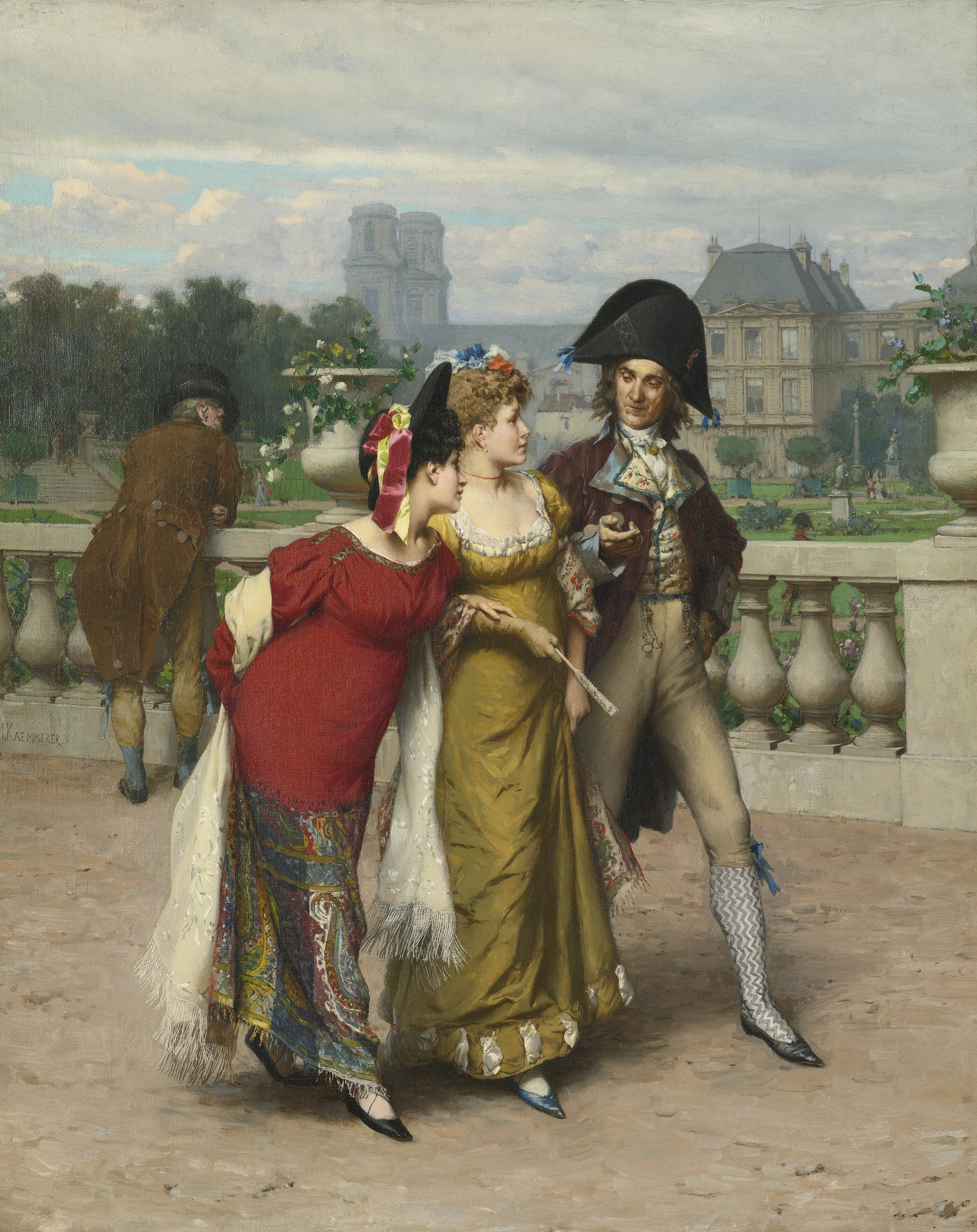
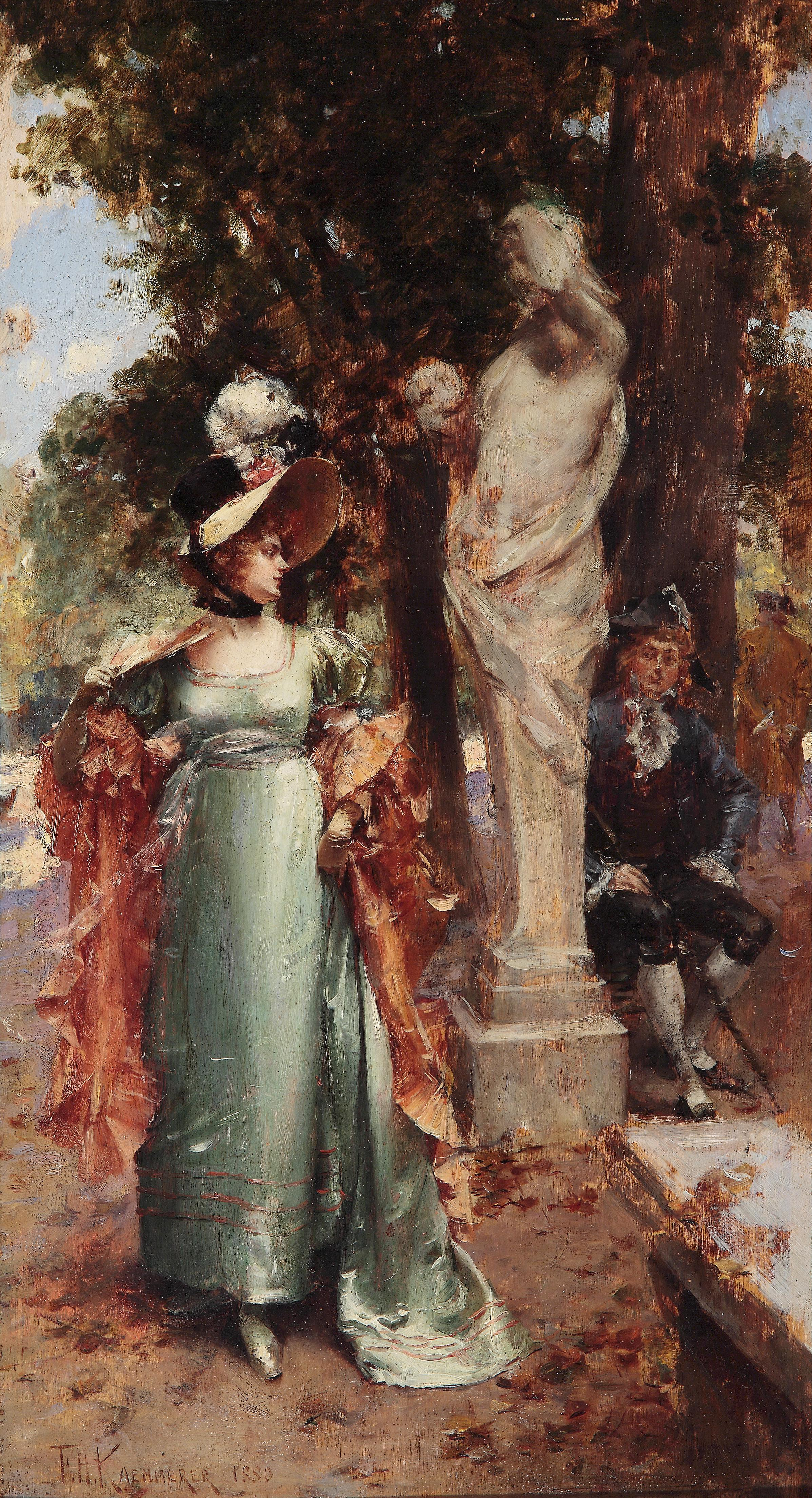
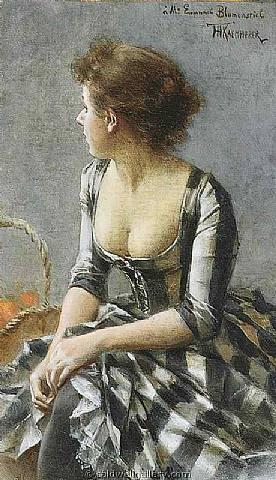
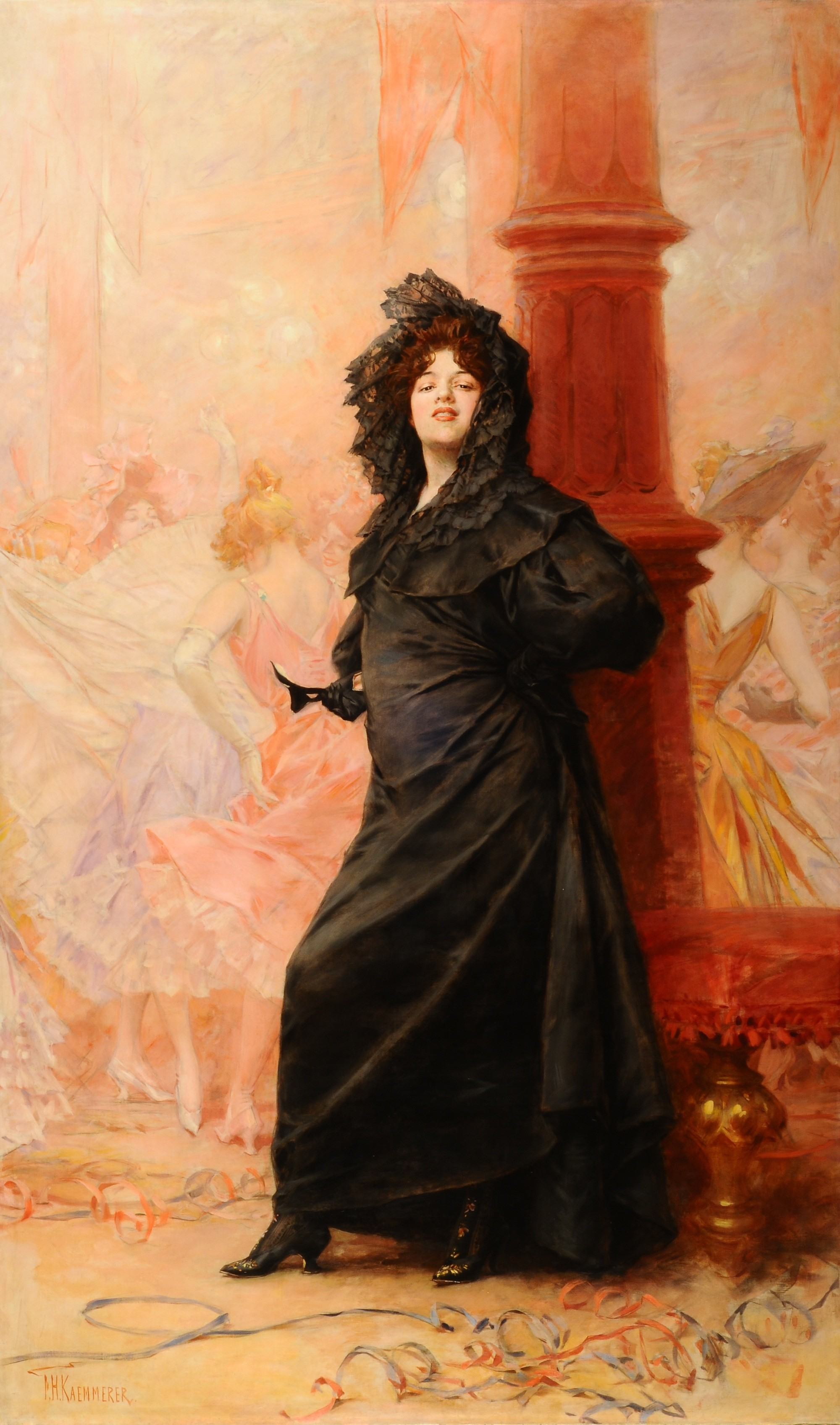
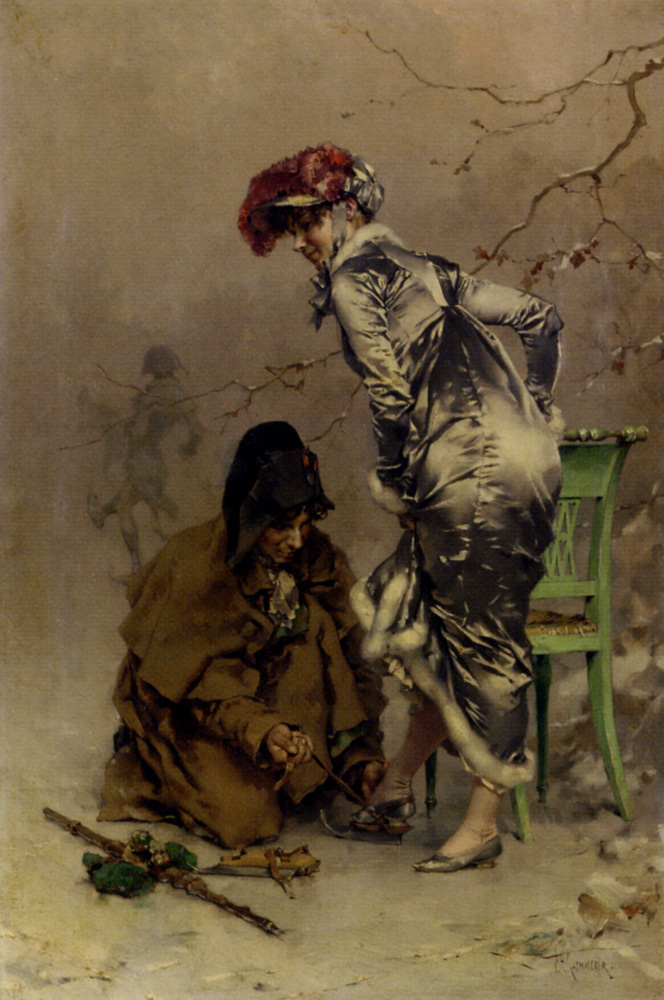